# Göthe Hedlund
Göthe Emanuel Hedlund (ur. 30 lipca 1918 w Orkesta, zm. 15 grudnia 2003 w Lidingö) – szwedzki łyżwiarz szybki, brązowy medalista olimpijski, wicemistrz świata i trzykrotny medalista mistrzostw Europy.

## Kariera
Pierwszy sukces w karierze Göthe Hedlund osiągnął w 1946 roku, kiedy zdobył złoty medal podczas mistrzostw Europy w Trondheim oraz srebrny medal podczas mistrzostw świata w Oslo (za Oddem Lundbergiem z Norwegii). Na rozgrywanych rok później mistrzostwach Europy w Sztokholmie był drugi, przegrywając tylko ze swym rodakiem, Åke Seyffarthem. Wynik ten powtórzył podczas mistrzostw Europy w Hamar w 1948 roku, tym razem ulegając Reidarowi Liaklevowi z Norwegii. W 1948 roku wystąpił na igrzyskach olimpijskich w Sankt Moritz, zdobywając brązowy medal na dystansie 5000 m. W zawodach tych wyprzedzili go jedynie dwaj Norwegowie: Reidar Liaklev i Odd Lundberg.  Później jego najlepszym wynikiem było piąte miejsce podczas mistrzostw świata w Eskilstunie w 1950 roku i mistrzostw świata w Davos w 1951. Wystąpił na igrzyskach olimpijskich w 1952 w Oslo, gdzie zajął 9. miejsce w biegu na 10 000 m i 11. miejsce w biegu na 5000 m. Zdobył 12 złotych medali mistrzostw Szwecji: w biegu na 1500 m i 3000 m w latach 1947 i 1949, na 5000 m w latach 1939, 1947 i 1949 oraz na dystansie 10 000 m w latach 1939, 1944, 1945, 1949 i 1950.
Jego córka Ylva również uprawiała łyżwiarstwo szybkie.